# Izbjeglička olimpijska momčad
Izbjeglička olimpijska momčad, nezavisni su olimpijski natjecatelji sa statusom izbjeglica. U ožujku 2016. predsjednik Međunarodnoga olimpijskog odbora (MOO–a), Thomas Bach, najavio je stvaranje Olimpijske izbjegličke ekipe kao simbola nade za sve izbjeglice u svijetu, s ciljem podizanja svjetske svijesti o razmjerima europske migracijske krize. U rujnu 2017., MOO je osnovao i Olimpijsku zakladu za izbjeglice kako bi i dalje pružao dugoročnu podršku izbjeglicama.
Olimpijska zastava i Olimpijska himna koriste se kao simboli momčadi. Kada su njezini članovi prolazili svečanost otvaranja Olimpijskih igara 2016. godine, momčad je ušla na stadion kao predzadnje izaslanstvo, odmah prije domaćina. Na Olimpijskim igrama 2020., momčad je ušla u stadion druga, odmah iza Grčke. Na Olimpijskim igrama 2016., za njih se koristio kod MOO-a (ROT), ali je na Olimpijskim igrama 2020. preimenovan u EOR za francuski izraz „Équipe olympique des réfugiés”. Do 2022., nijedan izbjeglički olimpijski športaš nije sudjelovao na Zimskim olimpijskim igrama.
Cindy Ngamba prva je olimpijska članica Izbjegličke olimpijske momčadi, koja je osvojila olimpijsku medalju. Osvojila je broncu na OI 2024. u Parizu u boksu. Rođena je u Kamerunu.